# Florian Sotoca
Florian Sotoca, né le 25 octobre 1990 à Narbonne, est un footballeur français qui évolue au poste d'attaquant au RC Lens.

## Biographie

### Jeunesse et formation
Florian Sotoca prend sa première licence à l'âge de six ans au club de sa ville la natale, le FU Narbonne, qu'il ne quitte que 17 ans plus tard. À Narbonne, il était considéré comme le meilleur joueur, et son départ pour un club meilleur était attendu. Le club de Balma, dans la région toulousaine, lui offre la possibilité de faire un essai afin de jouer pour l'équipe en CFA 2 (aujourd'hui N3). Cependant, il a refusé d'y aller pour rester à Narbonne car son entraîneur comptait sur lui.
En juillet 2013, il est champion du monde Universitaire avec l'équipe de France lors de l'Universiade d'été de 2013. 
En 2013, à l'âge de 22 ans, il rejoint ensuite le FC Martigues, jouant alors en N2. Malgré plusieurs graves blessures, dont une rupture des ligaments croisés en 2010, il rêve toujours d'évoluer au plus haut niveau, en Ligue 1. 

### Révélation en amateur et débuts professionnels avec Montpellier (2014-2016)
Il n'y reste qu'une seule saison et rejoint Béziers la saison suivante (évoluant dans la même division que Martigues) où il ne joue que six mois. Il est en effet rapidement repéré par le club voisin, le Montpellier HSC, notamment grâce à un doublé inscrit face à l'équipe réserve du MHSC lors d'une victoire 4 à 0 de Béziers. Le 23 janvier 2015, à 24 ans, il signe son premier contrat professionnel.
En juillet 2015 il effectue un essai au Stade lavallois en vue d'un éventuel prêt, mais le club mayennais ne donne pas suite.
Ses débuts professionnels sont compliqués, il arrive dans une équipe qui lutte pour son maintien en Ligue 1 et donc n'a que très peu de temps de jeu. Il est même contraint d'évoluer au poste d'arrière droit. Il ne porte le maillot montpelliérain qu'à deux reprises en match officiel : une fois en Coupe de la Ligue face à Lorient où il est titulaire et entre en jeu durant quelques secondes en face à Lille lors de la 28e journée de Ligue 1.

### Grenoble Foot 38 (2016-2019)
En manque de temps de jeu à Montpellier, Florian Sotoca décide de retourner en National 2 et signe pour Grenoble. Auteur de trois très bonnes saisons dans l'Isère, il est l'un des artisans majeurs de la remontée de Grenoble en Ligue 2. Il devient même capitaine de Grenoble.

### RC Lens (depuis 2019)
À 28 ans, Florian Sotoca rejoint Lens à l'été 2019, pour ce qui est seulement sa troisième saison professionnelle. Il arrive alors en provenance de Grenoble, dont il fut le capitaine et meilleur buteur la saison précédente. Très performant dans l'effectif coaché par Philippe Montanier, son équipe vire en tête à la mi-saison. Au moment d'affronter Valenciennes dirigé par son ancien entraîneur Olivier Guégan, celui-ci déclare regretter de ne pas avoir pu le recruter pour son équipe.
Le 9 mars 2020, dans un stade Bollaert vide, il marque sur penalty l'unique but du match lors d'une victoire contre Orléans. Sans le savoir, il marque alors le but de la montée en Ligue 1,, puisque le championnat est suspendu quelques jours plus tard, puis définitivement arrêté pour cause de pandémie de Covid-19.
La saison suivante, il retrouve la Ligue 1 à 30 ans. Il n'avait disputé qu'un seul match et n'avait joué que quelques secondes en L1 avec Montpellier lors de la saison 2015-2016.
Le 30 avril 2022, il fête sa 100e apparition sous le maillot lensois lors d'un match de Ligue 1 face au FC Nantes. Le match se soldera par un match nul 2-2 entre les deux équipes. 
Lors de la première journée de la saison 2022-2023, il inscrit un triplé, permettant ainsi à son équipe de Lens de gagner 3 buts à 2 contre Brest. Il s'agit de son premier triplé en professionnel. Il est alors logiquement élu homme du match. Lors du match de la 5ème journée de Ligue 1 il inscrit un doublé contre le FC Lorient.
Le 24 janvier 2023, il prolonge son contrat avec le RC Lens jusqu'en 2026. Sa polyvalence amène l'entraîneur Franck Haise à utiliser Sotoca au poste de piston à plusieurs reprises à partir du mois de mars.
Le 29 novembre 2024, il fête sa 200e apparition sous la tunique lensoise lors de la treizième journée de Ligue 1 opposant les Sang et Or au Stade de Reims. Les artésiens s'imposeront sur le score de 2-0. 

## Statistiques en club
| Saison                | Club                  | Championnat           | Championnat | Championnat | Championnat | Coupe nationale | Coupe nationale | Coupe nationale | Coupe de la Ligue | Coupe de la Ligue | Coupe de la Ligue | Compétition(s) continentale(s) | Compétition(s) continentale(s) | Compétition(s) continentale(s) | Compétition(s) continentale(s) | Total | Total | Total |
| Saison                | Club                  | Division              | M.          | B.          | P.d.        | M.              | B.              | P.d.            | M.                | B.                | P.d.              | Comp.                          | M.                             | B.                             | P.d.                           | M.    | B.    | P.d.  |
| 2014-2015             | AS Béziers            | CFA                   | 14          | 5           | 0           | -               | -               | -               | -                 | -                 | -                 | -                              | -                              | -                              | -                              | 14    | 5     | 0     |
| 2015-2016             | Montpellier HSC       | Ligue 1               | 1           | 0           | 0           | -               | -               | -               | 1                 | 0                 | 0                 | -                              | -                              | -                              | -                              | 2     | 0     | 0     |
| 2016-2017             | Grenoble Foot 38      | CFA                   | 27          | 6           | -           | 2               | 0               | -               | -                 | -                 | -                 | -                              | -                              | -                              | -                              | 29    | 6     | 0     |
| 2017-2018             | Grenoble Foot 38      | National 1            | 31+2        | 8+1         | 3           | 6               | 5               | 1               | -                 | -                 | -                 | -                              | -                              | -                              | -                              | 39    | 14    | 4     |
| 2018-2019             | Grenoble Foot 38      | Ligue 2               | 37          | 12          | 6           | 3               | 0               | 0               | 1                 | 0                 | 0                 | -                              | -                              | -                              | -                              | 41    | 12    | 6     |
| Sous-total            | Sous-total            | Sous-total            | 97          | 27          | 9           | 11              | 5               | 1               | 1                 | 0                 | 0                 | -                              | -                              | -                              | -                              | 109   | 32    | 10    |
| 2019-2020             | RC Lens               | Ligue 2               | 26          | 8           | 4           | 2               | 0               | 1               | 2                 | 1                 | 0                 | -                              | -                              | -                              | -                              | 30    | 9     | 5     |
| 2020-2021             | RC Lens               | Ligue 1               | 33          | 8           | 3           | 2               | 0               | 0               | -                 | -                 | -                 | -                              | -                              | -                              | -                              | 35    | 8     | 3     |
| 2021-2022             | RC Lens               | Ligue 1               | 35          | 6           | 3           | 3               | 0               | 0               | -                 | -                 | -                 | -                              | -                              | -                              | -                              | 38    | 6     | 3     |
| 2022-2023             | RC Lens               | Ligue 1               | 38          | 7           | 9           | 4               | 1               | -               | -                 | -                 | -                 | -                              | -                              | -                              | -                              | 42    | 8     | 9     |
| 2023-2024             | RC Lens               | Ligue 1               | 32          | 7           | 6           | 1               | 1               | 0               | -                 | -                 | -                 | C1+C3                          | 6+2                            | 0                              | 0                              | 41    | 8     | 6     |
| 2024-2025             | RC Lens               | Ligue 1               | 31          | 1           | 1           | 1               | 0               | 0               | -                 | -                 | -                 | C4                             | 2                              | 0                              | 1                              | 34    | 1     | 2     |
| 2025-2026             | RC Lens               | Ligue 1               | 1           | 0           | 0           | -               | -               | -               | -                 | -                 | -                 | -                              | -                              | -                              | -                              | 1     | 0     | 0     |
| Sous-total            | Sous-total            | Sous-total            | 196         | 37          | 26          | 13              | 2               | 1               | 2                 | 1                 | 0                 | -                              | 10                             | 0                              | 1                              | 221   | 40    | 28    |
| Total sur la carrière | Total sur la carrière | Total sur la carrière | 308         | 69          | 35          | 24              | 7               | 2               | 4                 | 1                 | 0                 | -                              | 10                             | 0                              | 1                              | 346   | 77    | 38    |

## Palmarès

### En club
Florian Sotoca devient Champion du monde Universitaire en 2013 avec l'équipe de France universitaire.
En club, il est Champion de France de CFA en 2017 avec le Grenoble Foot 38 et vice-champion de France en 2023 avec le RC Lens.
| Grenoble Foot 38 (1)       | RC Lens                                                               | Équipe de France universitaire (1)           |
| -------------------------- | --------------------------------------------------------------------- | -------------------------------------------- |
| - CFA : - Champion : 2017. | - Ligue 2 : - Vice-Champion : 2020. - Ligue 1 - Vice-Champion : 2023. | - Championnat du monde : - Vainqueur : 2013. |

### Distinctions individuelles
- Élu meilleur joueur de Ligue 2 du mois en décembre 2019 (RC Lens).
- Élu joueur du mois du RC Lens en décembre 2019 et novembre 2020.